# Pine Village
Pine Village – miasto w Stanach Zjednoczonych, w stanie Indiana, w hrabstwie Warren.